# 達林·唐斯
達林·伯頓·唐斯（英語：Darin Burton Downs，1984年12月16日—） 是美國退役棒球選手，守備位置為投手。2003年美國職棒選秀以第五輪第133順位為芝加哥小熊隊選進，在2012至2014年間連續三年上過大聯盟。2016年下半季效力中華職棒統一7-ELEVEn獅，譯名為戴倫，隔年球季轉投Lamigo桃猿，改名道恩斯。2018年5月27日遭Lamigo桃猿釋出。

## 經歷
- 美國職棒芝加哥小熊（2003年－2008年）
- 美國職棒坦帕灣光芒（2008年－2010年）
- 美國職棒邁阿密馬林魚（2011年），季後參與委內瑞拉聯盟Tigres de Aragua
- 美國職棒底特律老虎隊（2012年－2013年，兩年皆上過大聯盟）
- 美國職棒休士頓太空人（2014年－2015年，於2014年上過大聯盟）
- 美國職棒獨立聯盟Long Island Ducks（2015年），於2015年12月至2016年1月效力於委內瑞拉聯盟Tigres de Aragua
- 中華職棒統一7-ELEVEn獅隊（2016年7月28日－2016年，譯名戴倫），2016年12月間效力於多明尼加聯盟Tigres Del Licey
- 中華職棒Lamigo桃猿隊（2017年2月6日－2018年5月27日，譯名道恩斯）
- 墨西哥聯盟蒙特雷蘇丹隊（2018年）
- 美國職棒獨立聯盟Long Island Ducks（2019年-）
- 墨西哥棒球聯盟蒙克洛瓦鐵人隊（2019年）

## 特殊事蹟
- 2016年8月6日於臺南市立棒球場初先發對決Lamigo桃猿隊，主投6局失5分，吞下來台首敗。該年先發10場吞5敗，其中8月28日於桃園國際棒球場對上Lamigo桃猿隊的比賽，繳出六局零失分的好成績，堪稱當年度代表作，但隊友亦未打下分數，最終無關勝敗。
- 2017年3月30日於桃園國際棒球場首戰對決老東家統一7-ELEVEn獅隊，先發六局僅因鄭鎧文的陽春全壘打失一分，獲得來台首勝。
- 2017年6月21日於桃園國際棒球場對戰中信兄弟隊，該場比賽只要取勝，Lamigo桃猿隊即獲得上半季冠軍，但該場比賽僅先發5 2/3局，在守備不幫忙下失7分，其中僅2自責分，吞下該季首敗，不僅終止自開季七連勝，更是當年桃猿三洋將[1]中最晚吞敗的。
- 2018年球季防禦率達至7.08，於5月27日遭球隊釋出。[2]

## 職棒生涯成績

### 美國職棒成績
| 年度 | 球隊         | 出賽 | 先發 | 勝投 | 敗投 | 中繼 | 救援 | 完投 | 完封 | 三振 | 四壞 | 責失 | 投球局數 | 自責分率 | 被上壘率 |
| ---- | ------------ | ---- | ---- | ---- | ---- | ---- | ---- | ---- | ---- | ---- | ---- | ---- | -------- | -------- | -------- |
| 2012 | 底特律老虎   | 18   | 0    | 2    | 1    | 0    | 0    | 0    | 0    | 20   | 9    | 8    | 20.2     | 3.48     | 1.31     |
| 2013 | 底特律老虎   | 29   | 0    | 0    | 2    | 0    | 0    | 0    | 0    | 37   | 11   | 19   | 35.1     | 4.84     | 1.33     |
| 2014 | 休士頓太空人 | 45   | 0    | 2    | 1    | 0    | 0    | 0    | 0    | 27   | 19   | 21   | 34.2     | 5.45     | 1.36     |
| 合計 | 3年          | 92   | 0    | 4    | 4    | 0    | 0    | 0    | 0    | 84   | 39   | 48   | 90.2     | 4.76     | 1.34     |

### 中華職棒
| 年度 | 球隊           | 出賽 | 先發 | 勝投 | 敗投 | 中繼 | 救援 | 完投 | 完封 | 三振 | 四死 | 責失 | 投球局數 | 自責分率 | 被上壘率 |
| ---- | -------------- | ---- | ---- | ---- | ---- | ---- | ---- | ---- | ---- | ---- | ---- | ---- | -------- | -------- | -------- |
| 2016 | 統一7-ELEVEn獅 | 10   | 10   | 0    | 5    | 0    | 0    | 0    | 0    | 51   | 25   | 39   | 52.0     | 6.75     | 1.85     |
| 2017 | Lamigo桃猿     | 25   | 25   | 10   | 3    | 0    | 0    | 0    | 0    | 143  | 56   | 58   | 149.2    | 3.49     | 1.32     |
| 2018 | Lamigo桃猿     | 10   | 10   | 4    | 3    | 0    | 0    | 0    | 0    | 51   | 17   | 43   | 54.2     | 7.08     | 1.45     |
| 合計 | 3年            | 45   | 45   | 14   | 11   | 0    | 0    | 0    | 0    | 245  | 94   | 140  | 256.1    | 4.92     | 1.46     |

## 外部連結
- 達林·唐斯的Instagram帳戶
- 達林·唐斯在台灣棒球維基館上的頁面（繁體中文）
- 達林·唐斯在美國職棒官網（英语）
- 達林·唐斯在中華職棒官網
- 達林·唐斯在Baseball-Reference.com（大聯盟）（英语）
- 達林·唐斯在Baseball-Reference.com（小聯盟以及海外聯盟）（英语）
- 達林·唐斯在ESPN（MLB）（英语）
- 達林·唐斯在FanGraphs.com（英语）
- 達林·唐斯在Retrosheet（英语）
- 達林·唐斯在The Baseball Cube（英语）